# Процеси над сицилійською мафією 1960-х
Суди над сицилійською мафією 1960-х років відбулися наприкінці того десятиліття у відповідь на зростання організованої злочинності наприкінці 1950-х і початку 1960-х років. Було три великі судові процеси, у кожному з яких брали участь кілька обвинувачених, у яких судили сотні ймовірних мафіозі за десятки злочинів. З точки зору влади, вони були провальними; дуже мало обвинувачених було засуджено, хоча пізніші судові процеси, а також інформація від пентіті підтвердили, що більшість з виправданих були членами мафіозі та були винними у багатьох злочинах, включаючи деякі з тих, у яких їх було виправдано.
Емануеле Нотарбартоло був зарізаний ножем у поїзді в 1893 році. Декілька підозрюваних у мафіозі були схоплені і суди в 1900 році за вбивство, і, хоча вони були засуджені, вони були виправдані в апеляційному порядку через незначну технічність. У 1920-х Беніто Муссоліні відправив Чезаре Морі на Сицилію для боротьби з мафією, хоча грубий метод Морі ув’язнення тисяч людей – багато з яких невинних – без суду означав, що мафія могла швидко відновити себе, як і раніше, після того, як Морі пішов. .
Наприкінці 1950-х років навколо міста Корлеоне почалося насильство, оскільки протистояли ворогуючі фракції в місцевому клані мафії, група навколо Мікеле Наварри та Корлеонезі . Більш важливо, що в Палермо та його околицях під час Першої війни мафії, яка почалася в 1962 році, була хвиля вбивств і вибухів автомобілів . Подією, яка спровокувала серйозні репресії проти мафії, стала різанина Чакуллі, коли 30 червня 1963 року було вбито сім поліцейських, намагаючись знешкодити замінований автомобіль, залишений однією групою мафіозів, які насправді мали на меті вбити кількох суперницьких мафіозів. Смерть поліцейських викликала резонанс. У книзі Octopus (див. посилання) автор Клер Стерлінг цитує командувача регіональною армією на Сицилії генерала Альдо де Марко, який наказував своїм людям: «Зібрати всіх, хто має судимість, і кинути їх у в’язницю за моїм наказом. Катуйте їх і подивіться, що вони випустили, або розстріляйте їх на місці. Я піду до в'язниці. Але ми не можемо так продовжувати».
Придушення – хоча і не настільки нехтування громадянськими свободами, як спочатку просив генерал Альдо де Марко – дійсно було розпочато, і в середині 1960-х років 1995 підозрюваі мафіозі були заарештовані та звинувачені у сотнях злочинів. Для розгляду обвинувачених знадобилося багато судових процесів, у тому числі три великих.

## Перший Суд
Перший судовий процес розпочався в 1967 році і зосередився на зростаючій участі сицилійської мафії в міжнародній торгівлі героїном . Зокрема, підсудними були всі ті, хто був на серії зустрічей у жовтні 1957 року між американськими та сицилійськими мафіозі в Grand Hotel Des Palmes у Палермо. Зустріч була про героїн, і американці, очевидно, не прагнули занадто брати участь у наркотиках через тривалі вироки за торгівлю людьми, тоді як сицилійці, мабуть, були за це. Тоді влада не знала про рішення, яке прийняли обидві організації (щоб сицилійці імпортували та розповсюджували героїн в США, а їхні американські колеги отримували частину прибутку), але вони знали, що воно стосується торгівлі людьми. героїн. (На зустрічі також дійшли висновку, що за американською моделлю сицилійці повинні створити власну комісію . )
Серед підсудних були Гаетано Бадаламенті, Томмазо Бушетта та Джузеппе Дженко Руссо . Здебільшого їх звинувачували в організованій злочинності, старому законі, який був найближчим до того, щоб прокурори звинувачували в тому, що вони мафіозі (багато з владних повноважень — чи то з наївності, чи інакше — заперечували існування мафії в 1960-х роках, і насправді це Лише в 1982 році членство в мафії стало формальним злочином. )
Усім американцям на зустрічі, включаючи Джозефа Бонанно та Карміне Галанте, були висунуті звинувачення, але нікого не екстрадували, оскільки у США не було такого кримінального звинувачення в організованій злочинності. Чарльз «Лакі» Лучано, який був головним організатором зустрічі, мав би постати перед судом, але з тих пір він помер природними причинами.
Прокурори не мали великої кількості доказів під час судового процесу, в основному спираючись на інформацію від Джозефа Валачі, американського мафіозі, який почав співпрацювати з урядом у 1962 році. Як мафіозі низького рівня, Валачі не був на зустрічі в Grand Hotel Des Palmes, але він знав про розширення торгівлі героїном та причетності до неї сицилійської мафії. Поліція також встановила спостереження за тими, хто присутня на зустрічі, в той час і протягом кількох місяців після цього в надії зібрати докази того, що вони торгували наркотиками.
Доказів все ще було мало, і на завершення судового процесу в серпні 1968 року кожен підсудний був виправданий.

## Суд над 114-ма
Накладений вищезазначений судовий процес був «Процес 114», так званий, оскільки в ньому брали участь 114 підсудних. Цей судовий процес відбувся в Катандзаро на материковій частині Італії, частково через відсутність умов для такого масштабного процесу на Сицилії, а також у надії мінімізувати залякування свідків. У 1965 році суддя по боротьбі з мафією Чезаре Терранова підписав наказ про відправлення чоловіків до суду, постановивши, що всі злочини та обвинувачені у їх здійсненні були пов’язані між собою і повинні розглядатися як організований орган.
Підсудних звинуватили у злочинах, пов'язаних з Першою мафіозною війною, включаючи неодноразові вбивства, викрадення, контрабанду тютюну, крадіжку, "громадську різанину" (вибух у Чакуллі) та організовану злочинність.
Серед тих, кого судили, були керівники протиборчих фракцій у війні з мафією Сальваторе Греко та Анджело Ла Барбера, а також чоловік, який насправді спровокував війну, підставивши Ла Барберу, Мікеле Каватайо . Також були Джузеппе Кало та Лучано Леджіо .
Суд розпочався в грудні 1967 року і тривав до 22 грудня 1968 року. Це призвело до десяти засуджень, деякі з яких були лише за організовану злочинність. Це передбачало лише кілька років ув’язнення, і більшість засуджених були миттєво звільнені завдяки вже відбутому терміну.
Найдовший термін ув'язнення отримав Анджело Ла Барбера, якому дали двадцять два роки за те, що він замовив викрадення та вбивство двох ворогуючих мафіозів, які зникли в 1963 році після того, як їх бачили, як їх витягали з вулиць; хтось, хто був свідком викрадення, дав свідчення обвинуваченню, незважаючи на погрози смертю, один із небагатьох свідків, хто зробив це. Томмазо Бушетта був засуджений до 13 років ув'язнення за викрадення чоловіків, але його засудили заочно, оскільки він не був присутній на судовому процесі. Він втік з Сицилії після різанини Чакуллі, щоб уникнути неминучих розгону. Бушетта був схоплений у Бразилії в 1973 році і відправлений назад на Сицилію для відбування покарання. Сальваторе Греко також був заочно засуджений . Ніхто не був визнаний винним у різанині Чакуллі.
Серед 104 виправданих був Лучано Леджіо. Достеменно невідомо, яку роль (якщо така була) він грав у Першій мафіозній війні, хоча він провів багато часу в Палермо на початку 1960-х і, очевидно, дружив із Сальваторе Греко.

## Суд Корлеонезі
Леджіо відіграватиме значну роль у третьому судовому процесі, який розпочався в лютому 1969 року, всього через два місяці після завершення Суду 114-х. У цьому судовому процесі, який знову відбувся на материковій частині Італії, в місті Барі, було шістдесят чотири підсудні, усі з міста Корлеоне.
Звинувачення стосувалися мафіозної війни у Корлеоне, яка почалася в 1958 році, коли Леджіо та його люди застрелили місцевого боса мафії Мікеле Наварру і тривала п'ять років, що призвело до понад п'ятдесяти вбивств, оскільки Леджіо та його фракція боролися з Наваррою. Леджіо, який переміг, і став новим босом Корлеонезі, був ключовим обвинуваченим у вбивстві дев'яти людей, включаючи Наварру. Серед його співвідповідачів був його майбутній наступник Сальваторе Ріїна, також звинувачений у вбивстві Наварри.
Бернардо Провенцано також мав стати перед судом, його звинуватили у потрійному вбивстві в 1963 році, але він якимось чином втік від поліцейської тені, що йому вдавалося зробити до 2006 року.
Прокурором знову став Чезаре Терранова, який дав зрозуміти, що має намір назавжди позбавитись від Леджіо.
Як і в усіх трьох процесах, підсудні визнали свою невинуватість і наполягали на тому, що вони не були членами жодної мафії та ніколи не чули про таку організацію. Коли Леджіо виступив на позицію, він висловив досить дивну заяву, що його підставив поліцейський, який «неодноразово благав мене порадувати його дружину; і я, з моральних міркувань, відмовився. . . Будь ласка, не питайте в мене імена, я джентльмен». Однак він та деякі інші обвинувачені визнали незначний злочин – торгівлю на чорному ринку під час Другої світової війни .
Під час судового розгляду були виявлені значні докази фальсифікації. Наприклад, фрагменти розбитого автомобільного світильника, знайденого на місці вбивства в Наваррі, яке було ідентифіковано як належне до автомобіля Alfa Romeo, що належав Леджіо, на момент судового розгляду були замінені шматочками розбитого світла з абсолютно іншого марка автомобіля.
Оскільки журі в липні пішло у відставку, вони та суддя отримали анонімну записку, яка містила наступний текст:
"Голові присяжного суду міста Барі та членам журі:
Ви, люди в Барі, не зрозуміли, точніше, ви не хочете розуміти, що має на увазі Корлеоне. Ви судите чесних джентльменів Корлеоне, засуджених через примху карабінерами та поліцією.
Ми просто хочемо попередити вас, що якщо одного джентльмена з Корлеоне засудять, вас знесуть у небо, ви будете знищені, ви будете вбиті, а також кожен член вашої родини.
Ми думаємо, що ми зрозуміли. Ніхто не повинен бути засуджений. Інакше вас засудять на смерть – вас і ваші сім’ї.
Сицилійське прислів'я говорить: «Попереджений чоловік врятований». Тобі вирішувати. Будь мудрим."
Усіх шістдесят чотирьох підсудних виправдали.
Чезаре Терранова успішно оскаржив виправдувальний вирок «джентльменам з Корлеоне», тому багатьом, у тому числі Леджіо та Ріні, довелося переховуватися майже відразу після звільнення. У 1970 році Леджіо заочно судили за вбивство Наварри, і цього разу визнали винним, але минуло чотири роки, перш ніж його вдалося схопити і відправити відбувати довічне ув'язнення .
Сальваторе Ріїна, також заочно засуджений на другому судовому процесі за вбивство Наварри, залишався втікачем до 1993 року.

## Наслідки
Багато прокурорів і суддів, залучених до судових процесів, у тому числі Терранова, скаржилися на те, що політична воля Риму переслідувати мафію, яка послідувала після різанини Чакуллі, послабла до кінця 1960-х років, залишивши прокурорів на одинці. Хоча, безсумнівно, було залякування свідків і підробка доказів, багато доказів були досить дрібними. У той час не було пентіти і було небагато немафіозі, які бажали наражати себе на небезпеку, даючи обв инувальні свідчення.
Чезаре Терранова був застрелений у 1979 році. Леджіо був звинувачений у замовленні вбивства зі своєї тюремної камери, але виправданий через недостатність доказів.
10 грудня 1969 року, після завершення всіх судових процесів, Мікеле Каватайо і троє його людей були застрелені в перестрілці, в результаті якої загинув і один з нападників. Після різкого скорочення своєї діяльності під час переслідування,  що відбулась після різанини Чакуллі, мафія повернулася до справи, і її першою метою було позбутися Каватайо, який, як вони нарешті зрозуміли, спровокував Першу мафіозну війну.
Багато з тих, хто брали участь у вищезгаданих процесах, були засуджені пізніше. Наприклад, Гаетано Бадаламенті закінчить свої дні у в’язниці США після того, як його засудили за те, що він у 1970-х і 1980-х роках робив саме те, у чому його звинувачували у 1960-х роках, а саме за торгівлю героїном в Америку. Томмазо Бушетта зрештою став одним із перших мафіозних пентіті і розкрив багато чого про мафію, хоча він трохи не хотів занадто сильно заплутувати себе чи своїх друзів, його одкровення зосереджувалися на його ворогах, таких як Леджіо, Ріна та Джузеппе Кало.

## Дивитися також
- Суд над Максі, який завершився більш ніж 300 вироками, відбувся в 1986/87 роках після Другої війни з мафією . У процесі 1960-х років були присутні кілька підсудних, зокрема Лучано Леджіо, Джузеппе Кало та ( заочно ) Бернардо Провенцано та Сальваторе Ріїна. Томмазо Бушетта також був присутній як обвинувачений, так і як свідок обвинувачення.